# King & Queen
Albums par Otis Redding
Complete & Unbelievable: The Otis Redding Dictionary of Soul
(1966) Live in Europe
(1967)
Albums par Carla Thomas
Carla
(1966) The Queen Alone
(1967)
King & Queen est un album en duo d'Otis Redding et Carla Thomas, sorti en 1967. C'est le quatrième album pour Carla Thomas et le sixième et dernier album studio d'Otis Redding avant sa mort le 10 décembre 1967. Influencé par les duos de Marvin Gaye, l'album comprend dix reprises de classiques de la soul et une chanson finale co-écrite par Otis Redding et Al Bell.

## Album
Le producteur Jim Stewart a l'idée de réunir Otis Redding et Carla Thomas sur album en duo, car il pense que cela peut les aider à progresser dans leur carrières musicales respectives et que « la rudesse [de Redding] et la sophistication [de Thomas] fonctionneraient » bien ensemble. Une autre raison de combiner les deux artistes réside dans l'espoir d'obtenir un succès similaire à celui que le chanteur de Motown Marvin Gaye a remporté avec Mary Wells, Kim Weston ou Tammi Terrell.
Comme sur les autres albums d'Otis Redding, celui-ci présente les musiciens de Booker T. & the M.G.'s, avec Isaac Hayes et la section de cuivres The Memphis Horns.
Six chansons sur les onze sont intégralement gravées au cours des sessions d'enregistrement d'une durée de six jours, entre le 18 et le 24 janvier 1967. Le reste est ajouté lors de sessions d'overdubs dans les jours suivants en raison de l'agenda de concerts d'Otis.
L'album sort chez Volt et Atlantic le 16 mars 1967. Trois singles en sont extraits. Tramp, la première chanson enregistrée, sort en single en avril et atteint la 2e place du palmarès Hot Rhythm & Blues Singles du magazine Billboard et la 26e position du Billboard Hot 100. Knock on Wood atteint le no 8 du classement R&B et le no 30 du Hot 100. Lovey Dovey est édité en single à la fin de 1968 et culmine au no 21 des charts R&B et se classe 60e dans le Hot 100.

## Titres
| 1. | Knock on Wood                        | Steve Cropper, Eddie Floyd            | Eddie Floyd   | 2:48 |
| 2. | Let Me Be Good to You                | Isaac Hayes, David Porter, Carl Wells | Carla Thomas  | 2:48 |
| 3. | Tramp                                | Lowell Fulson, Jimmy McCracklin       | Lowell Fulson | 3:00 |
| 4. | Tell It Like It Is                   | George Davis, Lee Diamond             | Aaron Neville | 3:13 |
| 5. | When Something Is Wrong with My Baby | Isaac Hayes, David Porter             | Sam & Dave    | 3:14 |
| 6. | Lovey Dovey                          | Ahmet Ertegun, Eddie "Memphis" Curtis | The Clovers   | 2:33 |

| 7.  | New Year's Resolution        | Randle Catron, Willie Dean "Deanie" Parker, Mary Frierson | ?                         | 3:12 |
| 8.  | It Takes Two                 | Sylvia Moy, William "Mickey" Stevenson                    | Marvin Gaye et Kim Weston | 3:03 |
| 9.  | Are You Lonely for Me, Baby? | Bert Berns                                                | Freddy Scott              | 3:14 |
| 10. | Bring It On Home to Me       | Sam Cooke                                                 | Sam Cooke                 | 3:14 |
| 11. | Ooh Carla, Ooh Otis          | Alvertis Isbell, Otis Redding                             | –                         | 2:32 |

## Musiciens
- Otis Redding, Carla Thomas : chant
- Booker T. Jones, Isaac Hayes : claviers, piano
- Steve Cropper : guitare
- Donald Duck Dunn : basse
- Al Jackson, Jr. : batterie
- Wayne Jackson : trompette
- Andrew Love : saxophone ténor
- Floyd Newman : saxophone baryton
- Joe Arnold : saxophone alto